# Alix von Cotta
Alix von Cotta (Braunschweig, 27 gennaio 1842 – Hannover, 1931) è stata una docente britannica e una promotrice dell'istruzione femminile in Germania. È stata la seconda preside del Victoria Lyceum di Berlino.

## Biografia

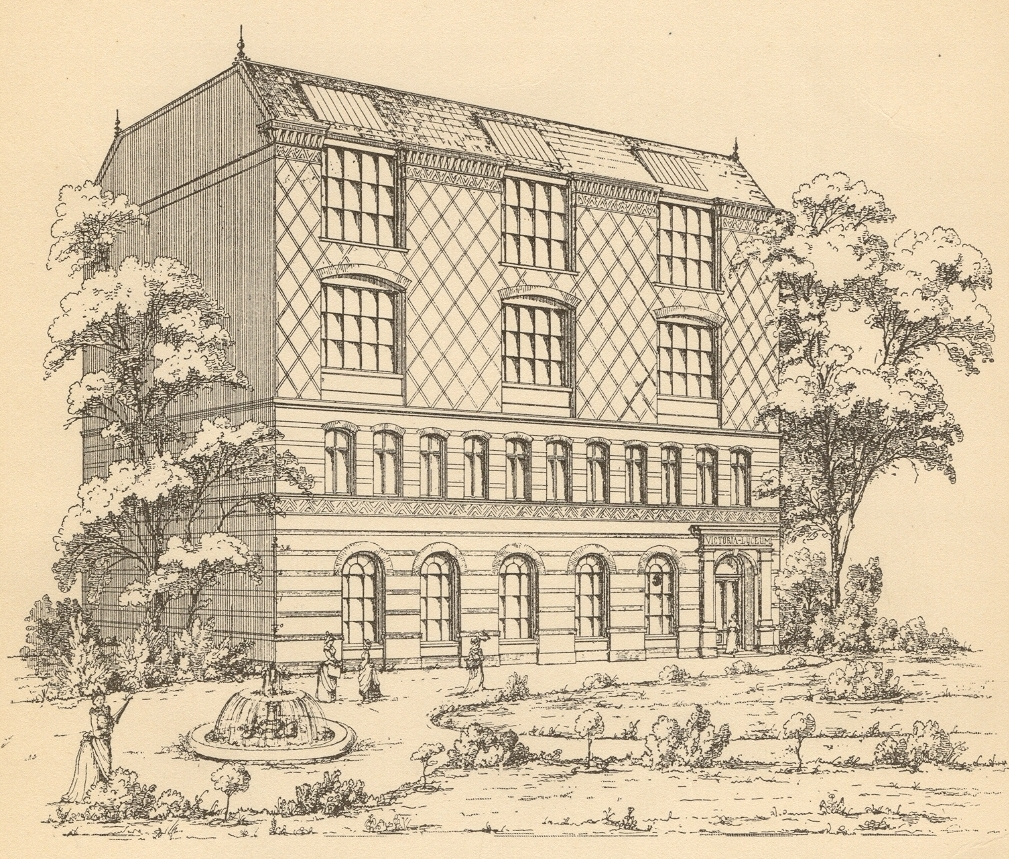
Il Victoria Lyceum nel 1893

Alix von Cotta nacque a Braunschweig nel 1842 da Carl Berhard von Cotta e Ilsabe Ida von Orges. Lei e le sue due sorelle parlavano inglese e suo padre era un professore di geologia. Un articolo del 1866 scritto da suo padre fu tradotto in inglese dall'avvocato Philip Lawrence. Lawrence aveva una figlia di nome Penelope. Alix von Cotta parlava correntemente diverse lingue e corrispondeva con Penelope Lawrence che, come lei, sarebbe stata una protagonista nel campo dell'istruzione. La Lawrence e Alix hanno studiato insieme al Newnham College di Cambridge. La Cotta studiò francese, tedesco, inglese e inglese antico.
Dopo aver lasciato Newnham fu invitata a lavorare al Bedford College. Per due anni insegnò alle donne in una sezione preparatoria dove gli studenti potevano essere preparati per gli studi universitari. Tornò poi in Germania, dove scrisse delle sue esperienze di educazione delle donne. Si dice che l'esperienza della Cotta al Newnham College sia la ragione per cui la Principessa Ereditaria Vittoria la scelse rispetto ad altri candidati qualificati per guidare il Victoria Lyceum dopo la morte del suo fondatore. Questa nuova organizzazione era stata fondata da una donna scozzese Georgina Archer e forniva lezioni educative alle donne tedesche su vari argomenti, ma non prevedeva alcun esame.
Nel 1892 la Cotta introdusse al liceo corsi formali biennali sia di tedesco che di storia. A ciò fece seguito la crescente consapevolezza che la Germania aveva bisogno di insegnanti donne a livello avanzato per queste materie. Restava comunque inteso che le scienze e la grammatica sarebbero state insegnate da insegnanti uomini. Si convenne che le donne necessitavano di una formazione a tempo pieno per diventare insegnanti, pertamto la Cotta e il suo staff senior furono consultati, anche se non riuscirono a mettersi d'accordo sulla durata di tale corso.

## Anni successivi
La Cotta continuò a scrivere a Penelope Lawrence ogni paio di settimane. Nel luglio 1930 scrisse una breve nota a "Nelly", spiegando che era troppo debole per scrivere una lettera, che terminava con "Addio vecchia amica". Sessant'anni delle sue lettere alla Lawrence sono disponibili presso l'Università di Londra.
Morì ad Hannover nel 1931.